# Chaparral (Nou Mèxic)
Chaparral és una concentració de població designada pel cens dels Estats Units a l'estat de Nou Mèxic. Segons el cens del 2000 tenia 6.117 habitants.

## Demografia
Segons el cens del 2000, Chaparral tenia 6.117 habitants, 1.837 habitatges, i 1.497 famílies. La densitat de població era de 60,9 habitants per km².
Dels 1.837 habitatges en un 48,9% hi vivien nens de menys de 18 anys, en un 62,6% hi vivien parelles casades, en un 14,1% dones solteres, i en un 18,5% no eren unitats familiars. En el 15,6% dels habitatges hi vivien persones soles el 5,2% de les quals corresponia a persones de 65 anys o més que vivien soles. El nombre mitjà de persones vivint en cada habitatge era de 3,32 i el nombre mitjà de persones que vivien en cada família era de 3,7.
Per edats la població es repartia de la següent manera: un 36,2% tenia menys de 18 anys, un 9,1% entre 18 i 24, un 28,6% entre 25 i 44, un 18,9% de 45 a 60 i un 7,1% 65 anys o més.
L'edat mediana era de 29 anys. Per cada 100 dones de 18 o més anys hi havia 95,1 homes.
La renda mediana per habitatge era de 22.692 $ i la renda mediana per família de 26.153 $. Els homes tenien una renda mediana de 23.904 $ mentre que les dones 17.750 $. La renda per capita de la població era de 10.033 $. Aproximadament el 25,2% de les famílies i el 31,3% de la població estaven per davall del llindar de pobresa.

## Poblacions més properes
El següent diagrama mostra les poblacions més properes.